# كيس فول

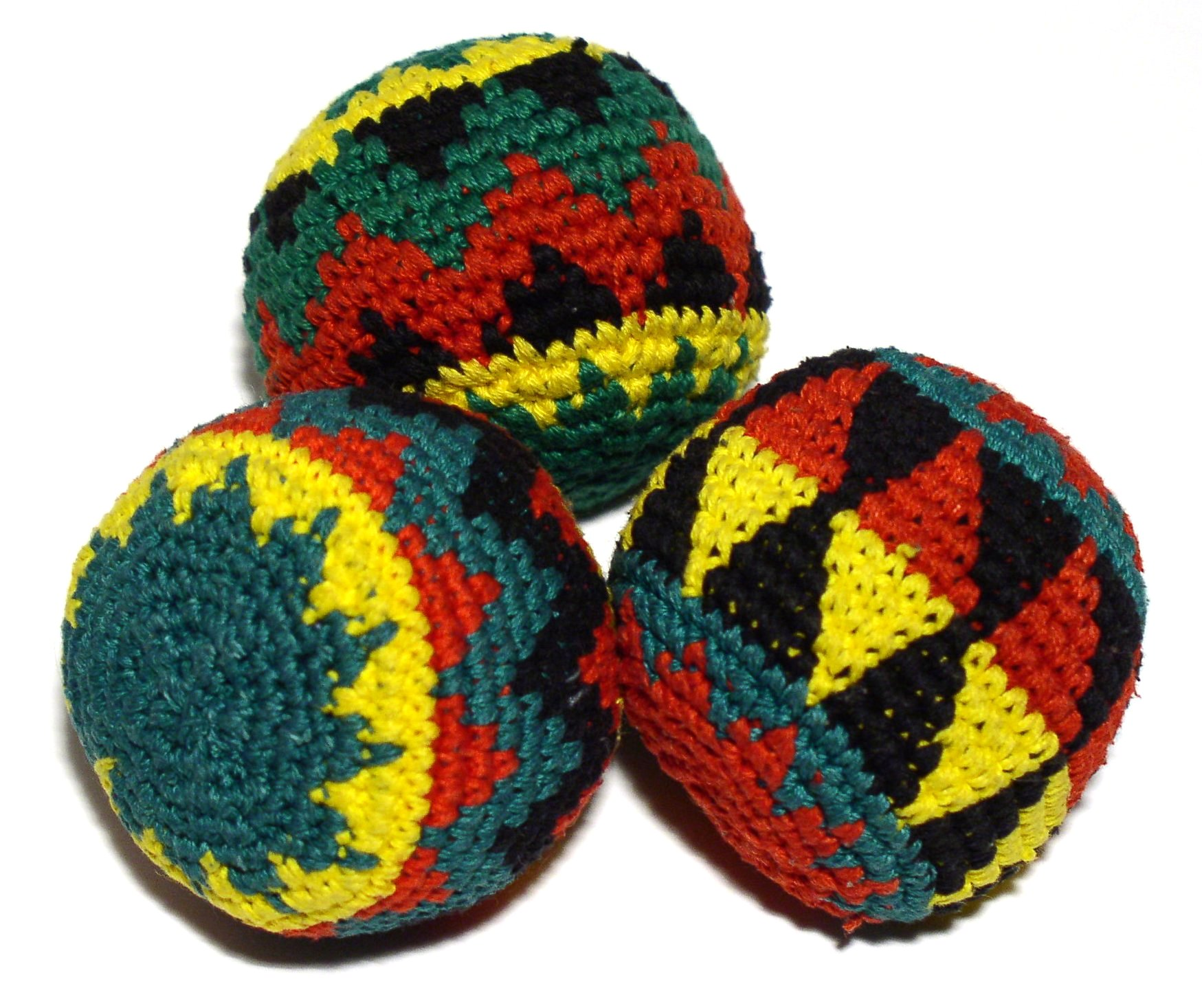
أكياس فول صغيرة.

كيس الفول هو كيس مغلق يحتوي على حبّات فول مجففة أو حُبَيبات كلوريد متعدد الفاينيل أو حُبَيبات بولي ستايرين ممدد أو حُبَيبات بولي بروبيلين ممتد. تُستخدم الأكياس بشكل شائع في ألعاب الرمي، لكن لها تطبيقات أخرى متنوعة.